# Węgry na Letnich Igrzyskach Paraolimpijskich 2008
Węgry na Letnich Igrzyskach paraolimpijskich w Pekinie reprezentowało 33 zawodników.

## Medale

### Złoto
- Tamas Sors - pływanie, 100 metrów stylem motylkowym - S9

### Brąz
- Tamas Sors - pływanie, 400 metrów stylem dowolnym - S9
- Tamas Sors - pływanie, 100 metrów stylem dowolnym - S9
- Gitta Raczko - pływanie, 100 metrów stylem klasycznym - SB5
- Zsolt Vereczkei - pływanie, 50 metrów stylem grzbietowym - S5
- Pál Szekeres - szermierka na wózkach, floret B